# Duilio Coletti
Duilio Coletti (Penne, província de Pescara, 28 de desembre de 1906 – Roma, 21 de maig de 1999) va ser un director de cinema italià, actiu dels anys trenta als anys setanta del segle xx. És pare del director i guionista Enrico Coletti.

## Biografia
Es va llicenciar en medicina i cirurgia, però va exercir durant poc temps aquesta professió, ja que aviat va entrar al món del cinema com a guionista i ajudant de direcció de la pel·lícula Il signore desidera? (1933) de Gennaro Righelli.
El 1935 va debutar com a director amb Pierpin. Va dirigir successivament Il fornaretto di Venezia (1939, signada amb el pseudònim de John Bard), Capitan Fracassa (1940) i La maschera di Cesare Borgia (1941).
Durant la postguerra es va orientar cap a les pel·lícules de gran impacte espectacular, com Sotto dieci bandiere, Il grido della terra, rodada a Bari (Pulla) el 1948, I sette dell'Orsa maggiore, Londra chiama Polo Nord i Il re di Poggioreale. La seva pel·lícula La grande speranza fou seleccionada al 4t Festival Internacional de Cinema de Berlín. El 1958 fou membre del jurat del 8è Festival Internacional de Cinema de Berlín.

## Filmografia
- Pierpin (1935)
- Il fornaretto di Venezia (1939)
- Capitan Fracassa (1940)
- La maschera di Cesare Borgia (1941)
- Il mercante di schiave (1942)
- Tre ragazze cercano marito (1944)
- L'adultera (1946)
- Il passatore (1947)
- Cuore (1948)
- Il grido della terra (1949)
- El llop de la Sila (1949)
- Romanzo d'amore (1950)
- Miss Italia (1950)
- Libera uscita (1951)
- È arrivato l'accordatore (1952)
- Wanda, la peccatrice (1952)
- I sette dell'Orsa maggiore (1953)
- La grande speranza (1954)
- Divisione Folgore (1954)
- Londra chiama Polo Nord (1954)
- Gli italiani sono matti (1957)
- Sotto dieci bandiere (1960)
- Il re di Poggioreale (1962)
- Anzio (1968)
- Valdez, il mezzosangue (1973)